# کامران غضنفری
کامران غضنفری (زاده ۲۵ دی ۱۳۳۵ تهران) فعال سیاسی و نماینده دوره دوازدهم مجلس شورای اسلامی از حوزه انتخابیه تهران، ری، شمیرانات، اسلامشهر و پردیس است که با کسب ۳۱۶٬۳۷۴ رأیبه مجلس شورای اسلامی راه پیدا کرد.